# Långegöl (Ekeberga socken, Småland, 630583-147946)
Långegöl är en sjö i Lessebo kommun i Småland och ingår i Lyckebyåns huvudavrinningsområde.